# 雷德萊昂 (特拉華州)
雷德萊昂（英語：Red Lion）是位於美國特拉華州紐卡斯爾縣的一個非建制地區。該地的面積和人口皆未知。

## 地理
雷德萊昂的座標為39°36′30″N 75°39′50″W / 39.60833°N 75.66389°W，而該地的平均海拔高度為10米（即33英尺）。